# Запис храст у центру (Барајево)
Запис храст у центру (Барајево) се налази на парцели чији је власник Град Београд.

## Локација
| Општина             | Барајево                                                                    |
| Катастарска општина | Барајево                                                                    |
| Потес               | Миодрага Вуковића                                                           |
| Координате          | 44° 34′ 38″ С; 20° 25′ 02″ И / 44.577199999999998° С; 20.417100000000001° И |
| Надморска висина    | 128m                                                                        |

## Карактеристике
Дендрометријске вредности утврђене на терену и сателитским снимцима:
| Стабло                     | Храст |
| Висина стабла              | m     |
| Обим дебла                 | m     |
| Пречник крошње             | 7m    |
| Пречник дебла              | m     |
| Висина дебла до прве гране | m     |

## База записа
Запис је у оквиру Викимедија пројекта "Запис - Свето дрво" заведен под редним бројем 1006.